# ستيف بريسكوت
ستيف بريسكوت (بالإنجليزية: Steve Prescott)‏ هو لاعب دوري الرغبي بريطاني، ولد في 26 ديسمبر 1973 في سانت هلنز في المملكة المتحدة، وتوفي في 9 نوفمبر 2013 في أكسفورد في المملكة المتحدة بسبب سرطان المعدة.